# Asplenium salicifolium
Asplenium salicifolium är en svartbräkenväxtart som beskrevs av Carolus Linnaeus. Asplenium salicifolium ingår i släktet Asplenium och familjen Aspleniaceae. Utöver nominatformen finns också underarten A. s. aequilaterale.